# Autoliză
În biologie, autoliza reprezintă procesul de dezintegrare a celulelor și a țesuturilor din plante și din animale sub acțiunea enzimelor existente în aceste țesuturi.
Poate avea loc și în organismul viu și anume în țesuturile moarte ale acestuia.
Autoliza se desfășoare și în unele procese tehnologice, cum ar fi: 
- însilozarea nutrețurilor;
- coacerea pâinii;
- fermentarea tutunului și a ceaiului.